# بال ساندور
بال ساندور (بالمجرية: Sándor Pál)‏ هو منتج أفلام وكاتب سيناريو ومخرج مجري، ولد في 19 أكتوبر 1939 في بودابست في المجر.

## وصلات خارجية
- پال شاندور على موقع IMDb (الإنجليزية)
- پال شاندور على موقع ألو سيني (الفرنسية)
- پال شاندور على موقع أول موفي (الإنجليزية)
- پال شاندور على موقع قاعدة بيانات الأفلام السويدية (السويدية)
- پال شاندور على موقع قاعدة بيانات الفيلم (الإنجليزية)
- پال شاندور على موقع كينوبويسك (الروسية)